# Ljubiša Obradović
Ljubiša Obradović (Kragujevac, 1954) je srpski novinar.

## Biografija
Osnovnu školu i Gimnaziju završio је u Kragujevcu. Studirao je prava. Od 1979. radiо је kao novinar lista "Svetlost" i Radio Kragujevca. Od 1996. godine uređivao је (i radio kao webmaster) sajt nedeljnika "Nezavisna Svetlost".
Do kraja 2005. godine radio kao politički komentator nedeljnika "Nezavisna Svetlost". Tekstove je povremeno objavljivao i u NIN-u, časopisu "Transition", a od decembra 2004. godine honorano je radio za Informativni program RTS-a. 
Izveštavao tri godine sa sudjenja u ICTY iz Haga.
Decembra 2005. godine imenovan je za glavnog i odgovornog urednika JP RTK (TV Kragujevac).
Od 1. maja 2008. godine do 31. oktobra 2018. bio je odgovorni urednik Internet portala RTS-a .
Živi i radi kao frilenser u Kragujevcu.

## Stručno usavršavanje
London 1997. godine (IWPR, Internet novinarstvo)
Hag i London 2001. godine (IREX-ICTY, Međunarodni krivični sudovi)
Vašington i Njujork 2013. godine (Onlajn novinarstvo i uređivanje)

## Nagrade
Dobitnik je tri godišnje novinarske nagrade lista "Svetlost".
Godine 2009, 2010, 2012. i 2016. Internet portala RTS-a je, po oceni časopisa PC Press, proglašen za najbolji srpski sajt u kategoriji Vesti i informacije.
RNIDS (Registar nacionalnog internet domena Srbije) proglasio je Internet-portal RTS-a za najbolji sajt na ćiriličkom domenu za 2014. godinu.